# ФК Униреа Урзичени
ФК Униреа Урзичени (рум. FC Unirea Urziceni) је бивши румунски фудбалски клуб из Урзиченија, Јаломице. Униреа је најуспешнији клуб из округа Јаломице, пошто је освојила румунски шампионат у сезони 2008/09. Овај резултат им је обезбедио учешће у Лиги шампиона 2009/10., где су завршили као трећи у групи, иза Севиље и Штутгарта. Треће место у групи је Униреи обезбедио место у шеснеастини финала УЕФА Лиге Европе.

## Успеси
Прва лига Румуније:
- Првак (1): 2008/09.

Друга лига Румуније:
- Првак (0):
- Друго место (1): 2005/06.

Куп Румуније у фудбалу:
- Првак (0):
- Финалиста (1): 2007/08.

Суперкуп Румуније:
- Првак (0):
- Финалиста (1): 2009.